# Alan Sillitoe
Alan Sillitoe, angleški pisatelj in pesnik, * 4. marec 1928, Nottingham, Anglija, † 25. april 2010, London, Anglija.
Sillitoe je bil eden od jeznih mladeničev iz 50. let 20. stoletja.

## Dela
Romani
- Saturday Night and Sunday Morning (1958)
- The General (1960)
- Key to the Door (1961)
- The Death of William Posters (1965)
- A Tree on Fire (1967)
- A Start in Life (1970)
- Travels in Nihilon (1971)
- Raw Material (1972)
- The Flame of Life (1974)
- The Widower's Son (1976)
- The Storyteller (1979)
- Her Victory (1982)
- The Lost Flying Boat (1983)
- Down from the Hill (1984)
- Life Goes On (1985)
- Out of the Whirlpool (1987)
- The Open Door (1989)
- Last Loves (1990)
- Leonard's War (1991)
- Snowstop (1993)
- The Broken Chariot (1998)

Zbirke zgodb
- The Loneliness of the Long Distance Runner (1959)
- The Ragman's Daughter (1963)
- Guzman, Go Home (1968)
- Men, Women and Children (1973)
- The Second Chance (1981)
- The Far Side of the Street (1988)
- Alligator Playground (1997)

Zbirke pesmi
- The Rats and Other Poems (1960)
- A Falling Out of Love (1964)
- Love in the Environs of Voronezh (1968)
- Storm and Other Poems (1974)
- Snow on the North Side of Lucifer (1979)
- Sun before Departure (1984)
- Tides and Stone Walls (1986)